# Khedrup Je
Khedrup Je ou Kedrub Jey, également appelé Khedrup Gelek Pelzang, (tibétain : ་མྷས་གྲུབ་དགེལེགས་དཔལ་བཟང་; Wylie : Mkhas-grub Rje Dge-legs Dpal-bzang-po) (1385–1438) était un érudit tibétain du XVe siècle.

## Disciple de Tsongkhapa
Khedrup Je fut l’un des principaux disciples de Je Tsong Khapa. Il a notamment composé un texte appelé L’Illumination de la pensée, Rituel d’entrée dans le mandala du glorieux Kalachakra. Ce texte décrit la cérémonie de purification des disciples et l’intronisation des déités dans le mandala. Il est destiné à ceux qui ont déjà reçu l’initiation et pratiquent par eux-mêmes le rite d’entrée dans le mandala de Kalachakra afin de purifier leurs fautes ou la transgression de leurs vœux. Ces textes de pratique, intitulés dang juk en tibétain ou « auto-initiation », restaurent la transmission de pouvoir et sont récités une fois par mois. Le rituel de l’initiation de Kalachakra, telle que la donne le 14e dalaï-lama, est adapté de cette œuvre et du rituel de Kalachakra sous forme simplifiée, écrit au début du XXe siècle par Drewo Khangsar Rinpoché, maître et érudit gelugpa de la province du Kham au Tibet oriental. Khedrup Je a été unanimement élu 3e abbé du monastère de Ganden (après Tsongkhapa et Gyaltsab Je) par les moines. Il est également devenu Ganden Tripa, chef de la tradition Gelugpa. Khedrub Je était un auteur prolifique et fonda le monastère de Baiju dans la région de Gyantse au Tibet en 1418. 
Selon la légende, après que Tsongkhapa ait disparu en 1419, son disciple Khedrub Je l’a rencontré à cinq occasions dans des états mystiques. On se rappelle Khedrub Je pour son charisme en tant que professeur, ainsi que pour ses nombreux excellents commentaires sur les lignées tantriques que Tsongkhapa a rassemblé et élucidé. Il a joué un rôle important dans l’éducation du 1er dalaï-lama, qui était le plus jeune de cinq disciples de Tsongkhapa.

## Premier panchen-lama?

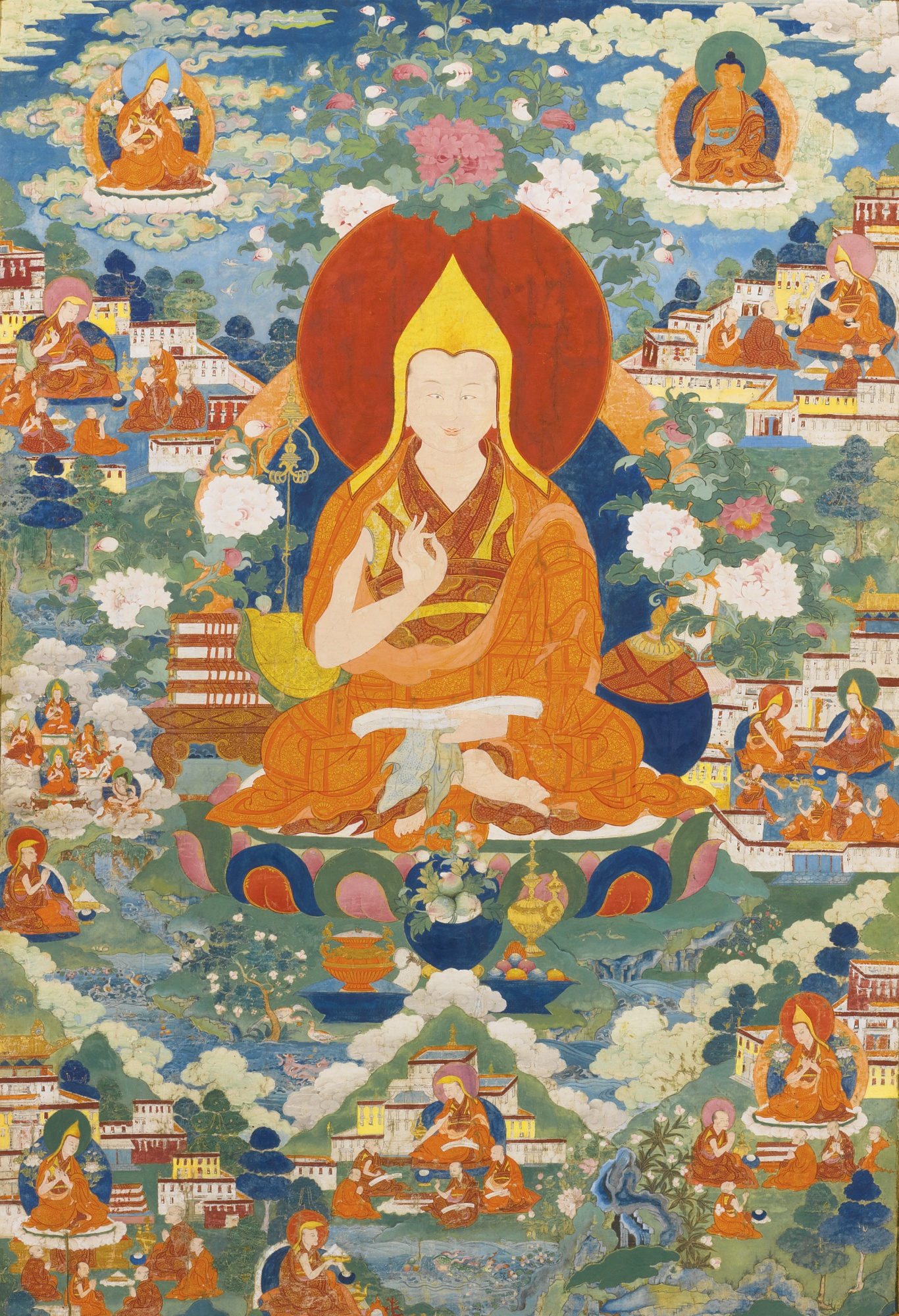

Est-il le premier panchen-lama ? Dans ses visions, le 5e dalaï-lama l’a reconnu rétrospéctivement comme l’une des incarnations précédentes du 4e panchen-lama, Lobsang Chökyi Gyaltsen. À ce titre, il est présenté comme le premier panchen-lama, "maître qui est un grand érudit", une émanation, tulkou du bodhisattva de la sagesse Manjushri (tib. jampa), alors que le dalaï-lama est l'émanation du bodhisattva de la compassion, Avalokiteshvara (tib. Chenrezig, sPyan-ras-gzigs). "Le titre de panchen-lama fut donné à Lozang Chöki Gyeltsen (1570-1662), qui rechercha et découvrit le V° dalaï-lama. Il était à la fois un grand savant et un négociateur habile. Il était la troisième réincarnation d'un disciple de Tsongkhapa et fut élu au siège abbatial de Tashilhünpo. Les abbés de ce monastère avaient développé une tradition d'érudition et de sagesse qui valut à la plupart d'entre eux le titre de panchen (forme tibétaine du terme mahâ-pandita indien, 'grand lettré'). Lorsque le V° dalaï-lama donna à son maître Lozang Chöki Gyeltsen le monastère de Tashihünpo, la lignée d'incarnation de celui-ci succéda aux abbés élus. Un lien personnel et religieux très particulier fut ainsi stigmatisé entre le V° dalaï-lama et le Ier panchen-lama. La tradition chinoise, par référence à ses trois prédécesseurs dans sa lignée d'incarnation, le désigne comme quatrième et non premier panchen-lama. La tradition chinoise suit en cela celle de l'entourage des panchen-lamas" (Anne-Marie Blondeau et Katia Buffetrille, Le Tibet est-il chinois ?, 2002, p. 66).

### Œuvres
- Quatorzième dalaï-lama, L'initiation de Kalachakra : Pour la paix dans le monde (Kalachakra Tantra. Rite of Initiation, 1985), trad., Desclée de Brouwer, 2001. ("Adaptation de L'Illumination de la pensée, Rituel d'entrée dans le mandala du glorieux Kalachakra, composée par Khedrup Je").

### Études
- (en) Rolf Alfred Stein, Tibetan Civilisation, Stanford University Press, 1972, 333 p.
- (en) Jose Ignacio Cabezon, A Dose of Emptiness. An Annotatd Translation of the  sTong thun chen mo of mKhas grub dge legs dpal bzang, Albany, State University of New York Press, 1992.
- (en) Isabel Hilton (en), The Search for the Panchen Lama (1999), Penguin Books, 2000, 336 p.